# Universidad de California en San Diego
La Universidad de California en San Diego (UCSD) es una universidad pública coeducacional localizada en La Jolla, un suburbio de San Diego (California), Estados Unidos. Es parte del sistema de la Universidad de California desde 1959 y fue construida alrededor del Scripps Institution of Oceanography.
UCSD, como es comúnmente conocida, generalmente es considerada la tercera mejor de las universidades del sistema al que pertenece. La universidad en sí se encuentra entre las mejores universidades del país en materias relacionadas con la medicina y las ciencias, en singular el programa de biotecnología, que es tercero en la nación. La Universidad también destaca en otros campos tales como teatro y danza (3.er lugar según U.S. News and World Report ) e ingeniería. El ARWU World Universities Ranking de la Universidad de Shanghái, que mide calidad y producción académica, ubica a UCSD en el lugar número 15 en el mundo. Times Higher Education sostiene que la universidad es la quinta mejor universidad pública del mundo. La universidad recibe aproximadamente 4,500 estudiantes cada año. Las facultades de Ciencias Sociales y Biología son las que más estudiantes matriculan. El tiempo promedio para graduarse es 4.3 años para los estudiantes que vienen directamente de la secundaria y 2.7 años cuando los estudiantes se transfieren desde colegios comunitarios. 

## Historia

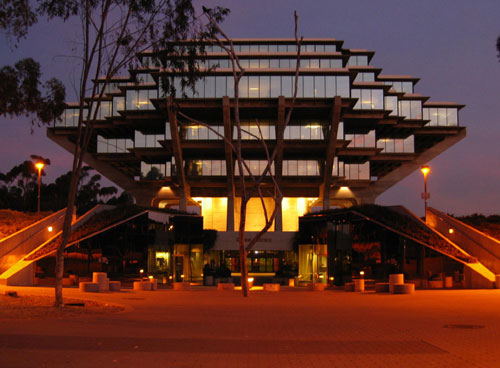
Biblioteca Geisel de UCSD.

La universidad se integró al sistema de la Universidad de California en 1959 tras haber servido como la estación marítima de la universidad desde 1912. Clark Kerr, expresidente del sistema, incluyó a UCSD como una de los nuevos campus construidos para solucionar la explosión demográfica y sus efectos en las instituciones educativas públicas del estado.
Desde su creación, la universidad ha servido como la más prestigiosa de las universidades que funcionan en el Condado de San Diego. Actualmente sirve a 32,000 estudiantes aunque la cantidad varía con año. Desde 2015 UCSD es la universidad del sistema que más aplicaciones recibe. La mayoría de los estudiantes son originariones del sur de California.

## Escuelas y facultades
UCSD tiene siete colegios residenciales. La lógica détras de los colegios es dar a los estudiantes la sensación de estar en una escuela pequeña cuando en realidad están en un Universidad de estatus R1. Los colegios acogen estudiantes de todos los programas pero tienen diferentes cursos básicos que responden al espíritu del colegio. De igual forma, los estudiantes residen en su respectivo colegio, aunque existen excepciones como el Internacional House, lugar en el que pueden vivir estudiantes de cualquier colegio. Cada uno de los colegios tiene una ubicación distinta dentro del campus. En el otoño de 2020 será inaugurado el Seventh College y Sixth recibirá un nombre nuevo. Cada uno de estos colegios tiene un programa de escritura que los distingue de los demás. El más prestigioso de todos es The Making of the Modern World pertenienciente al Elearnor Roosevelt College. 
- Earl Warren College
- Eleanor Roosevelt College
- John Muir College
- Revelle College
- Seventh College
- Sixth College
- Thurgood Marshall College

## Campus
La ubicación de UCSD es privilegiada. La Universidad queda cerca del Océano Pacífico y varias de las playas más importantes del condado de San Diego. El campus tiene una extensión de 866 hectáreas, debido a su tamaño la universidad tiene un sistema propio de autobuses que agilizan la movilidad de los estudiantes. En términos de infraestructura, el mayor problema de la universidad es la falta de estacionamientos. Una línea nueva del tranvía de San Diego comunicará la universidad con el resto de la ciudad a partir de 2020.